# Сапотитлан-де-Вадильо (муниципалитет)
Сапотитлан-де-Вадильо (исп. Zapotitlán de Vadillo) — муниципалитет в Мексике, в штате Халиско, с административным центром в одноимённом посёлке. Численность населения, по данным переписи 2020 года, составила 7466 человек.

## Общие сведения
Название муниципалитета составное: Zapotitlán с языка науатль можно перевести как: место, где растёт сапота, а Vadillo в честь губернатора Басилио Вадильо.
Площадь муниципалитета равна 305,8 км², что составляет 0,4 % от общей площади штата, он расположен на западном склоне горы Невадо-де-Колима и вулкана Колима, а наиболее высоко расположенное поселение Эль-Кангрехо находится на высоте 1729 метров. 
Сапотитлан-де-Вадильо граничит с другими муниципалитетами штата Халиско: на севере с Сан-Габриелем, на востоке с Туспаном, на западе с Толиманом, а на юге граничит с другим штатом Мексики — Колимой.

## Учреждение и состав
Муниципалитет был образован 1 мая 1886 года, по данным 2020 года в его состав входит 40 населённых пунктов, самые крупные из которых:
| Код INEGI                  | Населённый пункт                                                                                             | Численность населения (2005 год) | Численность населения (2010 год) | Численность населения (2020 год) |
| -------------------------- | --- | -------------------------------- | -------------------------------- | -------------------------------- |
| 122                        | Всего | 6345                             | 6685                             | 7466                             |
| 0001                       | Сапотитлан-де-Вадильо (исп. Zapotitlán de Vadillo) 19°32′53″ с. ш. 103°48′46″ з. д. (административный центр) | 3115                             | 3530                             | 4214                             |
| 0037                       | Сан-Хосе-дель-Кармен (исп. San José del Carmen) 19°27′50″ с. ш. 103°46′01″ з. д.                             | 775                              | 770                              | 795                              |
| 0019                       | Лома-де-Гуадалупе (Крус-Бланка) (исп. Loma de Guadalupe (Cruz Blanca)) 19°31′49″ с. ш. 103°51′35″ з. д.      | 150                              | 158                              | 228                              |
| 0010                       | Чанкуэльяр (исп. Chancuellar) 19°30′36″ с. ш. 103°49′53″ з. д.                                               | 193                              | 205                              | 221                              |
| 0009                       | Ла-Крус (исп. La Cruz) 19°26′28″ с. ш. 103°47′11″ з. д.                                                      | 216                              | 199                              | 196                              |
| 0040                       | Тетапан (исп. Tetapán (Tetiapán)) 19°28′42″ с. ш. 103°48′44″ з. д.                                           | 183                              | 156                              | 169                              |
| —                          | Прочие | 1713                             | 1667                             | 1643                             |
| Названия на карте Генштаба | |                                  |                                  |                                  |

## Природные ресурсы
Муниципалитет располагает следующими ресурсами:
- 18 900 гектар леса, преимущественно состоящие таких видов деревьев как: сосна, кедр, дуб.

## Экономическая деятельность
По статистическим данным 2000 года, работоспособное население занято по секторам экономики в следующих пропорциях:
- сельское хозяйство, животноводство и рыбная ловля — 61 %;
- промышленность и строительство — 11,9 %;
- торговля, сферы услуг и туризма — 25,5 %;
- безработные — 1,6 %.

## Инфраструктура
По статистическим данным 2020 года, инфраструктура развита следующим образом:
- электрификация: 95,5 %;
- водоснабжение: 74,9 %;
- водоотведение: 93,7 %.